# Comunità ebraica di Tivoli
Le prime tracce di presenza ebraica nella città Tivoli risalgono al 1305. La principale attività degli ebrei di Tivoli era quella medica. Tra le personalità di rilievo si ricordano il medico Elia di Sabato ed il fisico Salomone.
"Durante il pontificato di Urbano VI, esisteva in Tivoli una Sinagoga di Ebrei, i quali abitavano in un angolo della Città, prossimo al Convento de' Domenicani. Essendosi in quella età accresciuto il loro numero, erano divenuti baldanzosi ed inquieti. La Mucipale rappresentanza speculando, che ciò potrebbe turbare l'ordine pubblico, con risoluzione dei 3 luglio 1389 propose, e deliberò la maniera di contenere la loro alterigia, stabilendo, che quelli portar dovessero un mantelletto rosso sopra le spalle per distinguersi dagli altri cittadini, sotto pena della vita, e confisca de' beni in caso di contravvenzione."
.
Nel XV secolo il livello culturale della comunità aveva raggiunto un buon livello; traccia ne sono i numerosi codici conservati nelle più importanti biblioteche.
Fu sede di una riunione dei rappresentanti delle comunità ebraiche italiane per discutere le leggi antiebraiche emanate dal concilio di Basilea (1431 - 1449).
Nella Descriptio Urbis della città di Terracina del 1472 si legge che tra le comunità ebraiche del Lazio "la comunità più povera e numerosa è quella di Tivoli, dove quattordici «case» pagano, in tutto, 42 ducati (in media, 3 per famiglia)".
"Secondo le più antiche fonti la famiglia Ventura partì da Tivoli insieme agli altri ebrei espulsi da Papa Pio V nel 1568"
Il cimitero della comunità era sito in località Magnano, a tre chilometri a valle dal centro cittadino lungo l'attuale via Tiburtina. In epoca più tarda gli archivi segnalano il cimitero presso Rocca Pia.
Con la bolla di Papa Paolo IV nel 1555 si decretò la chiusura del ghetto ebraico delimitando l'area con due porte, una sotto l'arco del portico medievale, all'inizio del vicolo dei Granai che dà su piazza Palatina, e l'altra al termine del vicolo dei Granai che si affaccia su Via Palatina. Il ghetto rimase in vigore fino al 1847.
Stando sempre alle fonti di archivio la sinagoga doveva trovarsi nella zona compresa tra l'attuale via Palatina ed il vicolo dei Granai, quest'ultimo conosciuto come "vicolo dei Giudei". L'edificio, incorporato nel corso dei secoli in vari edifici, fu definitivamente distrutto nel 1937 per allargare via Palatina.

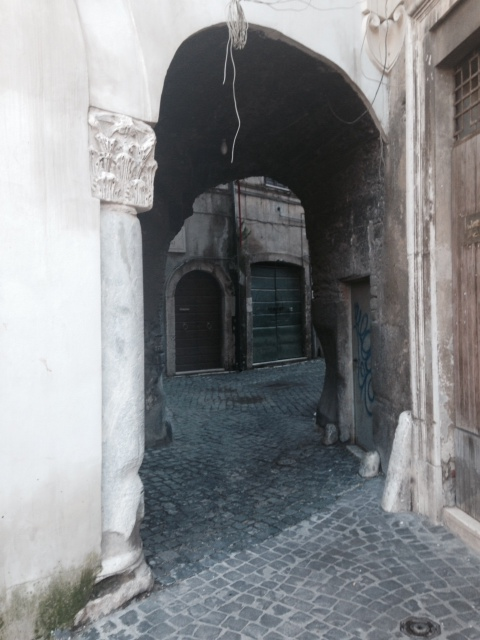
Accesso Vicolo dei Granai da Piazza Palatina, antica porta del Ghetto Ebraico di Tivoli.

Nella chiesa di San Silvestro si trova un affresco del XII secolo raffigurante un gruppo di ebrei che partecipano alla disputa, avvenuta nel 315, con il vescovo Silvestro.
Tra gli ebrei di spicco della città si annoverano il fisico italiano Emilio Segrè, vincitore del Premio Nobel per la fisica nel 1959 ed il fratello Angelo Segrè, Papirologo e storico dell'economia (Tivoli 1890 - Firenze 1969).